# Lol Mahamat Choua
Lol Mahamat Choua (Mao, 15 giugno 1939 – N'Djamena, 13 settembre 2019) è stato un politico ciadiano.
È stato Presidente del Ciad dall'aprile all'agosto 1979.
Nel 2008, durante una battaglia della guerra civile ciadiana riguardante la conquista di N'Djamena, è stato arrestato dalle guardie presidenziali di Idriss Déby. Fu condannato agli arresti domiciliari fino alla sua morte, avvenuta il 13 settembre 2019 all'età di 80 anni.